# دوشس (فیلم)
دوشس (به انگلیسی: The Duchess) فیلمی از سال دیب و در سال ۲۰۰۸ در بریتانیا ساخته شده‌است. فیلم برگرفته از زندگی جورجیانا کاوندیش، دوشس دوآن‌شایر که آماندا فورمن، زندگی‌نامه‌نویس آمریکایی در کتابی با همین نام نوشته و منتشر کرده‌است.

## داستان فیلم
ماجرای فیلم دربارهٔ زندگی جورجیانا کاوندیش، دوشس دوآن‌شایر (۷ ژوئن ۱۷۵۷–۳۰ مارس ۱۸۰۶) پس از ازدواجش (زمانی که هنوز ۱۷ ساله بیشتر ندارد) با دوک دوآن شایر در ۷ ژوئن ۱۷۷۴ است. هدف دوک از این ازدواج تنها آن است که از جورجیانا دارای فرزند پسری شود تا وارث اموالش شود. چون جورجیانا دخترزا است، با سردی و از سر ناچاری همخوابگی‌ها و خیانت‌های دوک را تاب می‌آورد و دم نمی‌زد، تا آنجا که می‌پذیرد با معشوقه شوهرش زیر یک سقف زندگی کند.

دوشس در اجتماع درخششی شایان توجه دارد. شیوه لباس پوشیدنش و وابستگیش به قمار بسیار جلب توجه می‌کند. به سبب آشنایی و برخورد با افراد در محافل، به اندیشه‌های حزب ویگ گرایش می‌یابد؛ و به هنگام رفت‌وآمد با آدمهای سرشناس با چارلز گری، نماینده پارلمان که سرانجام به پست نخست‌وزیری می‌رسد، آشنا و سخت دلباخته‌اش می‌شود.

## پیرامون فیلم
این فیلم با همکاری و به هزینه شرکت «بی‌بی‌سی فیلمز» و شرکت فیلم‌سازی Pathé تهیه و ساخته شده‌است. پخش جهانی فیلم را پارامونت ونتاژ بر عهده دارد.

## بازیگران
- کیرا نایتلی
- رالف فاینس
- هایلی اتول
- شارلوت رمپلینگ
- دومینیک کوپر
- سایمن مک‌برنی

## جوایز
- جایزه اسکار بهترین طراحی لباس برای مایکل اوکانور
- جایزه آکادمی فیلم بریتانیا برای بهترین طراحی لباس برای مایکل اوکانور
- جایزه ستلایت برای بهترین طراحی لباس